# Raión de Lerik
Lerik (en azerí: Lerik) es uno de los cincuenta y nueve raiones en los que subdivide políticamente la República de Azerbaiyán. La capital es la ciudad de Lerik.

## Economía
La actividad preponderante es la agricultura. Se produce principalmente té, trigo, tabaco, patatas y verduras.

## Transporte
La zona se encuentra atravesada por la carretera A323 que se conecta con Lankaran. Hay una conexión de autobús ahasta esa ciudad y Bakú.

## Territorio y población
Comprende una superficie de 1084 kilómetros cuadrados, con una población de 72 100 personas y una densidad poblacional de 66,5 habitantes por kilómetro cuadrado.
El territorio de Lerik está rodeodo por las montañas Talysh. En el sur y sudoeste tiene la frontera con Yardimli, en noreste - Lenkaran, en noroeste - Masalli y sudeste - Astara. 
| Composición étnica de región Lerik según censos de población (1939-2009) |           |         |           |         |           |         |           |         |           |         |           |         |
| Grupo étnico                                                             | 1939      | 1939    | 1959      | 1959    | 1970      | 1970    | 1979      | 1979    | 1999      | 1999    | 2009      | 2009    |
|                                                                          | Población | %       | Población | %       | Población | %       | Población | %       | Población | %       | Población | %       |
| azerbaiyanos                                                             | 8 855     | 29.09 % | 26 690    | 98.73 % | 36 936    | 98.62 % | 45 696    | 99.71 % | 56 197    | 88.76 % | 72 228    | 96.92 % |
| talysh                                                                   | 20 984    | 68.93 % | 26 690    | 98.73 % | 36 936    | 98.62 % | 45 696    | 99.71 % | 7 076     | 11.18 % | 2 281     | 3.06 %  |
| rusos                                                                    | 402       | 1.32 %  | 260       | 0.96 %  | 306       | 0.82 %  | 28        | 0.06 %  | 8         | 0.01 %  | 11        | 0.01 %  |
| ucranianos                                                               | 85        | 0.28 %  | 260       | 0.96 %  | 93        | 0.25 %  | 0         | 0.00 %  | 27        | 0.04 %  | 0         | 0.00 %  |
| lezghi                                                                   | 20        | 0.07 %  | 7         | 0.03 %  | 9         | 0.02 %  | 26        | 0.06 %  | 5         | 0.01 %  | 0         | 0.00 %  |
| tártaros                                                                 | ...       | ...     | ...       | ...     | 8         | 0.02 %  | 3         | 0.01 %  | 1         | 0.00 %  | 0         | 0.00 %  |
| georgianos                                                               | 5         | 0.02 %  | 2         | 0.01 %  | 15        | 0.04 %  | 4         | 0.01 %  | 0         | 0.00 %  | 0         | 0.00 %  |
| judíos                                                                   | 9         | 0.03 %  | 0         | 0.00 %  | 3         | 0.01 %  | 2         | 0.00 %  | 0         | 0.00 %  | 0         | 0.00 %  |
| ávaros                                                                   | 2         | 0.01 %  | 1         | 0.00 %  | 1         | 0.00 %  | 1         | 0.00 %  | 0         | 0.00 %  | 0         | 0.00 %  |
| saharianos                                                               | 1         | 0.00 %  | 0         | 0.00 %  | 0         | 0.00 %  | 1         | 0.00 %  | 0         | 0.00 %  | 0         | 0.00 %  |
| curdos                                                                   | 0         | 0.00 %  | 0         | 0.00 %  | 5         | 0.01 %  | 0         | 0.00 %  | 0         | 0.00 %  | 0         | 0.00 %  |
| alemanes                                                                 | 10        | 0.03 %  | ...       | ...     | ...       | ...     | ...       | ...     | ...       | ...     | ...       | ...     |
| otros                                                                    | 38        | 0.12 %  | 62        | 0.23 %  | 56        | 0.15 %  | 23        | 0.05 %  | 35        | 0.06 %  | 2         | 0.00 %  |
| total                                                                    | 30 443    | 30 443  | 27 032    | 27 032  | 37 452    | 37 452  | 45 827    | 45 827  | 63 314    | 63 314  | 74 522    | 74 522  |

## Localidades

### Ciudades
Lerik • Ağchay • Aghqıshlaq • Akhunahiran • Akushapeshta • Almu • Ambu • Anburdara • Andurma • Anzolu • Aran • Arta • Ashaghı Amburdara • Ashaghı Chayrud • Ashaghı Tikaband • Babagil • Babakuca • Barzavu • Bibiyani • Bilavar • Bilna • Blaband • Bobla • Boykandil • Bradi • Brkandul • Buruq • Buludul • Bursulum • Buzeyir • Camashair • Cangamiran • Canganavud • Conu • Chayrud • Cheshman • Chokara • Davıdonu • Davradibi • Dastar • Dızdipok • Dico • Digah • Digov • Digovdara • Divaghac • Durghan • Aliabad • Ardabiba • Ardabila • Avila • Geskon • Gandov • Göydara • Guneshli • Gurdasar • Haftonu • Halabın • Hamarat • Hamarmesha • Haran • Hazovi • Hıramo • Hiladara • Hiveri • Hoveri • Hovil • Hubi • Hucu • Huseynabad • Xanagah • Xalifahoni • Xalifakand • Xalifakuca • Xocadoy • Xorasqan • Jindi • Kaqoy • Kekonu 

### Aldeas
Kalakhan • Kalvaz • Kıncıvo • Kiravud • Kornadi • Kohna Orand • Kunar • Kuman • Kusakaran • Qadimkuca • Qalabin • Qalasar • Qavoy • Qılqılov • Qıncvo • Qırxıncı • Qosmalıan • Laman • Lapatin Qıshlaq • Lakar • Laladulan • Lalahiran • Larmarud • Livadirqa • Loda • Lulakaran • Mastail • Mahlaabad • Mistan • Molalan • Monidigah • Murya • Musavar • Namekyash • Nıso • Nisli • Noda • Nosovyadi • Nuravud • Nucu • Nusomurya • Nuvadi • Orand • Ordahal • Osnaghakuca • Osyodara • Pendi • Peshtatuk • Piran • Pirasora• Piyakuua • Pirzakuca • Razavul • Razgov • Rvarud • Sipyareqon • Sivakaran • Siyov • Sors • Sorschay • Soru • Shinaband • Shingadulan • Shivla • Shonachola • Tatoni • Tabrizli • Tandul • Tangabin • Tikəband • Tülü • Vamazğon • Veri • Veri Əliabadı • Vələçola • Vənədi • Vıjaker •  Vılık • Vistan  Vizazamin • Vov • Yuxarı Amburdara • Yuxarı Bilna • Yuxarı Veri • Yüzbaşı Mahallasi • Zardoni • Zenoni • Zeynako • Zardabara • Zarigumaco • Zovna • Zuvuc